# 24e division d'infanterie mécanisée
Pour les articles homonymes, voir 24e division d'infanterie.

Insigne de l'unité

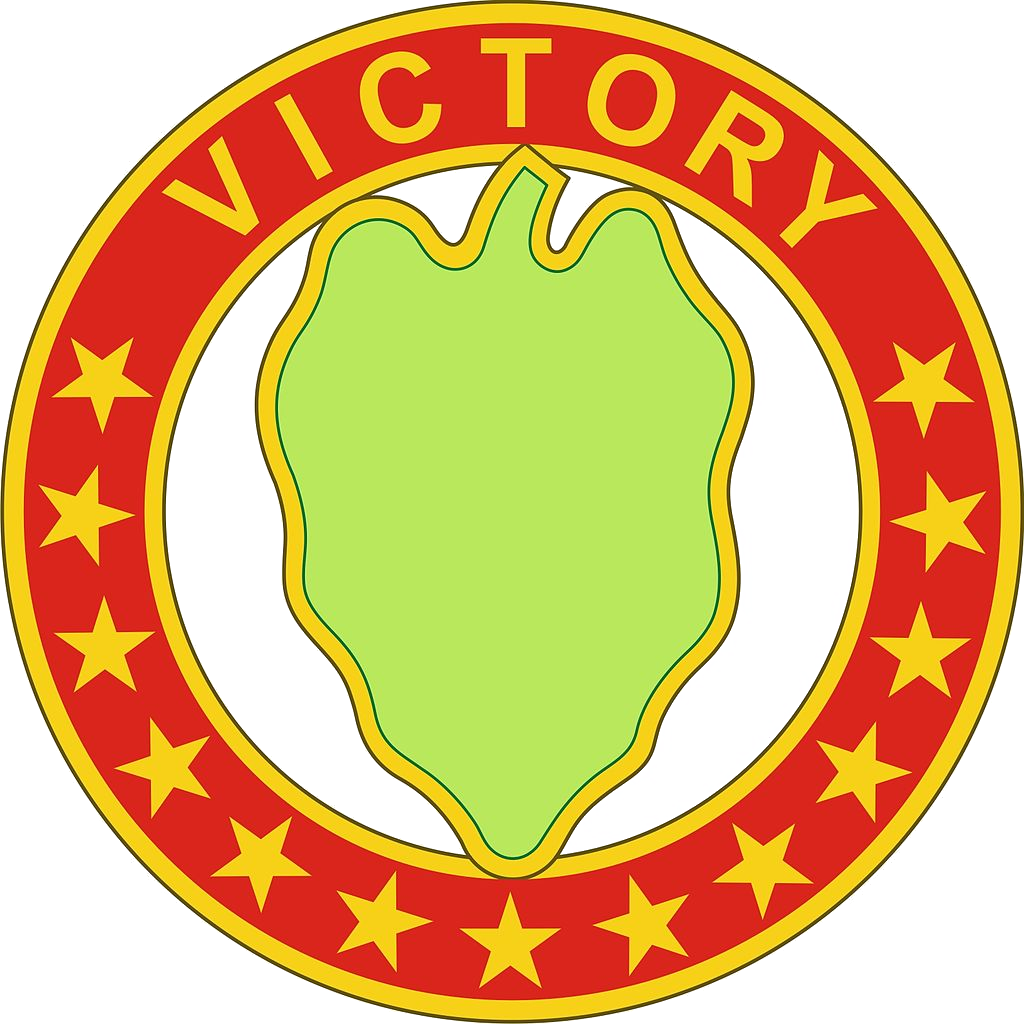
Insigne distinctif d'unité

La 24th Infantry Division (Mechanized) - 24e division d’infanterie (mécanisée) - est une des anciennes divisions de l’US Army.
Tout comme la 7th Infantry Division (Light), lors de son existence entre 1999 et 2006, il s’agit d’une division « mixte » structurée sur le principe Active Component/Reserve Component (AC/RC), c’est-à-dire qu’elle dispose d’un noyau actif, autour de son État-Major, composé d’éléments professionnels, qui commandent des unités de l’Army National Guard. Ce panachage entre active et réserve est cohérent avec la réduction des effectifs voulue depuis le début des années 1990. Il permet de plus de faire bénéficier des brigades de la Garde nationale des capacités d’organisation et de commandement d’un État-Major divisionnaire permanent de l’active.

## Historique

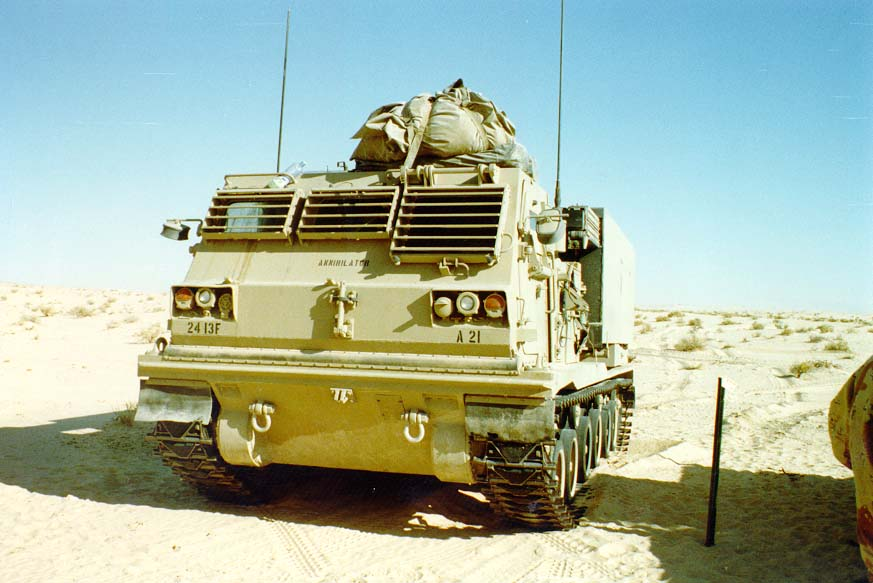
MLRS de la 24e DI, 17 décembre 1990, Arabie Saoudite

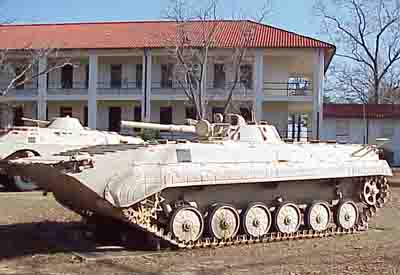
Prise de guerre, un BMP-1 irakien capturé en 1991

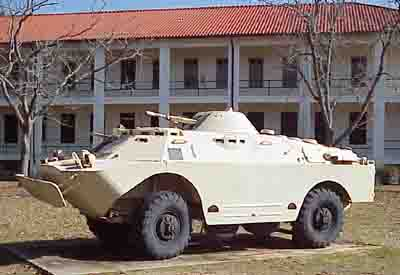
Un BRDM-2 irakien capturé en 1991

La 24th Infantry Division est mise sur pied le 1er mars 1921 à Schofield Barracks, Hawaii, en tant que « Hawaiian Division ».
Cette « Hawaiian Division » donne naissance, en 1941, aux 24th et 25th Infantry Divisions.
Elle servit durant la guerre du Pacifique notamment lors de la campagne des Philippines en 1944/1945 puis fut engagée dans la guerre de Corée (Opération Commando entre autres en 1951).
Stationnée alors en Allemagne de l'Ouest, elle fut engagée dans la crise de 1958 au Liban.
Elle est dissoute en avril 1970 à Fort Riley, Kansas.
En septembre 1975, une nouvelle 24th Infantry Division est formée à Fort Stewart, Géorgie. Elle comprend alors, déjà, une brigade de la Garde nationale, la 48th Infantry Brigade de la Georgia Army National Guard.
En 1979, elle acquiert le statut de division mécanisée (24th Infantry Division (Mechanized)) et fut rattachée au XVIIIe corps aéroporté américain.
Elle participa à la guerre du Golfe en 1991 et gagna la bataille de l'aérodrome de Jalibah.
La 24th Infantry Division (Mechanized) est une nouvelle fois dissoute le 15 février 1996.
La 24th Infantry Division (Mechanized) est recréée à Fort Riley, Kansas, le 5 juin 1999, en tant que division « mixte » Active Component/Reserve Component.
Elle a été désactivée le 1er octobre 2006.

## Casernement
L’État-Major de la 24th Infantry Division (Mechanized) est basé à Fort Riley, Kansas.

## Organisation
La 24th Infantry Division (Mechanized) comprend lors de sa dernière période d'activité trois brigades de l’Army National Guard :
- 30e brigade d'infanterie mécanisée (en) ("Old Hickory"), de la North Carolina Army National Guard.
- 48e brigade d'infanterie mécanisée ("Old Gray Bonnet"), de la Georgia Army National Guard.
- 218e brigade d'infanterie mécanisée, de la South Carolina Army National Guard.